# Roger Kluge
Roger Kluge (Eisenhüttenstadt, 5 februari 1986) is een Duits baan- en wegwielrenner.

## Carrière
Kluge maakte tussen 2005 en 2008 furore als baanwielrenner en beleefde zijn hoogtepunt als renner in 2008 met een zilveren medaille op de olympische puntenkoers van Beijing. In 2010 werd hij prof toen hij tekende bij Team Milram, waarvoor hij in 2010 de Ronde van Frankrijk reed.
In 2011 en 2012 maakte Kluge deel uit van de Nederlandse formatie Skil-Shimano en diens opvolger Argos-Shimano. In 2013 reed hij voor Team NetApp-Endura, dat hij een jaar later verruilde voor het Zwitserse IAM Cycling. Daar boekte hij in 2016 zijn mooiste overwinning uit zijn carrière tijdens de zeventiende etappe etappe van de Ronde van Italië.
In 2016 nam Kluge deel aan de Olympische Zomerspelen in Rio de Janeiro. In het omnium eindigde Kluge op de zesde plaats.
Als dertiger zou Roger Kluge zich als wegrenner specialiseren door onderdeel van de sprinttrein van Caleb Ewan te worden. Ook in bergetappes in de Ronde van Frankrijk bleef Kluge doorgaans in de nabijheid van de matige klimmer Ewan. In 2020 kreeg Kluge de spreekwoordelijke rode lantaarn voor zijn laatste plek in het eindklassement van de Ronde van Frankrijk. Met een achterstand van 6h 07' 02" op Tadej Pogačar eindigde Kluge laatste met de grootste achterstand sinds 1954.

## Baanwielrennen

### Zesdaagses
| Nr. | Jaar | Zesdaagse van | Samen met          |
| --- | ---- | ------------- | ------------------ |
| 1   | 2009 | Amsterdam     | Robert Bartko      |
| 2   | 2010 | Amsterdam     | Robert Bartko      |
| 3   | 2011 | Berlijn       | Robert Bartko      |
| 4   | 2013 | Berlijn       | Peter Schep        |
| 5   | 2017 | Rotterdam     | Christian Grasmann |
| 6   | 2019 | Berlijn       | Theo Reinhardt     |
| 7   | 2024 | Bremen        | Theo Reinhardt     |

### Baanwielrennen
| Jaar     | DK                                              | EK                 | WK                   | OS          | WB                                                            | Overig               |
| Junioren | Junioren                                        | Junioren           | Junioren             | Junioren    | Junioren                                                      | Junioren             |
| -------- | ----------------------------------------------- | ------------------ | -------------------- | ----------- | ------------------------------------------------------------- | -------------------- |
| 2003     | keirin · ploegsprint                            |                    |                      |             |                                                               |                      |
| 2004     | ploegkoers                                      |                    |                      |             |                                                               |                      |
| Beloften |                                                 |                    |                      |             |                                                               |                      |
| 2006     |                                                 | ploegkoers         |                      |             |                                                               | UIV Cup: Kopenhagen  |
| 2007     |                                                 | scratch            |                      |             |                                                               |                      |
| Elite    |                                                 |                    |                      |             |                                                               |                      |
| 2006     | puntenkoers                                     |                    |                      |             |                                                               |                      |
| 2007     | puntenkoers · ploegenachtervolging · ploegkoers |                    |                      |             | Manchester: · scratch · Sydney: · scratch                     |                      |
| 2008     | Puntenkoers                                     |                    | ploegkoers · scratch | puntenkoers | Los Angeles: · ploegkoers · Manchester: · ploegkoers          |                      |
| 2009     | ploegenachtervolging ploegkoers · puntenkoers   | ploegkoers · derny |                      |             | Peking: · ploegkoers · Manchester: · ploegkoers · puntenkoers |                      |
| 2010     |                                                 | omnium             |                      |             |                                                               |                      |
| 2011     |                                                 |                    |                      |             | Peking: · omnium · Astana: · omnium                           |                      |
| 2012     | achtervolging                                   |                    |                      |             |                                                               |                      |
| 2013     | ploegenachtervolging                            |                    |                      |             |                                                               |                      |
| 2014     |                                                 |                    |                      |             |                                                               |                      |
| 2015     | omnium · scratch                                |                    |                      |             | Cali: · omnium                                                | Dudenhofen: Omnium   |
| 2016     | puntenkoers · achtervolging                     |                    | omnium               |             |                                                               |                      |
| 2017     | scratch · omnium · ploegenachtervolging         |                    |                      |             |                                                               |                      |
| 2018     | omnium · ploegenachtervolging                   | ploegkoers         | ploegkoers           |             | Berlijn: · ploegkoers                                         | Grenchen: ploegkoers |
| 2019     |                                                 |                    | ploegkoers           |             | HongKong: · omnium · ploegkoers · Brisbane: · omnium          |                      |
| 2020     |                                                 |                    | ploegkoers           |             |                                                               |                      |
| 2021     |                                                 |                    |                      |             |                                                               |                      |
| 2022     | koppelkoers · afvalkoers · scratch              | koppelkoers        | puntenkoers          |             |                                                               |                      |
| 2023     | koppelkoers · puntenkoers                       | koppelkoers        |                      |             |                                                               |                      |
| 2024     |                                                 | koppelkoers        | koppelkoers          |             |                                                               |                      |
| 2025     |                                                 | koppelkoers        |                      |             |                                                               |                      |

## Wegwielrennen

### Overwinningen
2008
3e etappe deel B Ronde van Berlijn, Beloften
1e etappe Mainfranken-Tour
2009
6e etappe Baltyk-Karkonosze-Tour
4e etappe Ronde van Servië
2e en 4e etappe Koers van de Olympische Solidariteit
2010
Neuseen Classics–Rund um die Braunkohle
2015
Proloog Ster ZLM Toer
2016
17e etappe Ronde van Italië

### Resultaten in voornaamste wedstrijden
| Jaar | Ronde van Italië | Ronde van Frankrijk | Ronde van Spanje |
| ---- | ---------------- | ------------------- | ---------------- |
| 2010 |                  | opgave              |                  |
| 2011 |                  |                     |                  |
| 2012 |                  |                     |                  |
| 2013 |                  |                     |                  |
| 2014 |                  | 139e                |                  |
| 2015 | 162e             |                     |                  |
| 2016 | 137e (1)         |                     |                  |
| 2017 |                  |                     |                  |
| 2018 |                  |                     |                  |
| 2019 | opgave           | 150e                |                  |
| 2020 |                  | 146e (laatste)      |                  |
| 2021 | opgave           | opgave              |                  |
| 2022 | 149e (laatste)   |                     |                  |

| Jaar | Milaan-San Remo | Gent-Wevelgem | Ronde van Vlaanderen | Parijs-Roubaix | Parijs-Tours |  | Wereldranglijsten |
| ---- | --------------- | ------------- | -------------------- | -------------- | ------------ |  | ----------------- |
| 2010 |                 |               |                      | buit.tijd      | 162e         |  | 278e (UWK)        |
| 2011 |                 | opgave        |                      | opgave         | 39e          |  |                   |
| 2012 | opgave          |               |                      | buit.tijd      |              |  |                   |
| 2013 |                 |               |                      | 33e            |              |  |                   |
| 2014 | 93e             | 52e           | 96e                  | 44e            | 64e          |  |                   |
| 2015 | opgave          | opgave        | opgave               | 90e            | 32e          |  | 179e (UWT)        |
| 2016 | 116e            | opgave        | 42e                  | opgave         | 59e          |  | 139e (UWT)        |
| 2017 |                 | opgave        |                      |                |              |  | 431e (UWT)        |
| 2018 | 106e            |               |                      | 69e            |              |  |                   |
| 2019 | 117e            |               |                      |                |              |  |                   |
| 2020 |                 | opgave        | 36e                  |                |              |  |                   |
| 2021 | 101e            | opgave        | opgave               |                | opgave       |  |                   |
| 2022 | opgave          |               | opgave               | 60e            |              |  |                   |

## Ploegen
- 2008 –  LKT Team Brandenburg
- 2009 –  LKT Team Brandenburg
- 2010 –  Team Milram
- 2011 –  Skil-Shimano
- 2012 –  Team Argos-Shimano [a]
- 2014 –  IAM Cycling
- 2015 –  IAM Cycling
- 2016 –  IAM Cycling
- 2017 –  Orica-Scott
- 2018 –  Mitchelton-Scott
- 2019 –  Lotto Soudal
- 2020 –  Lotto Soudal
- 2021 –  Lotto Soudal
- 2022 −  Lotto Soudal
- 2023 –  Rad-Net Oßwald
- 2024 –  Rad-Net Oßwald
- 2025 –   rad-net

Caruso (tot 30/06) ·
Ciolek ·
De Vocht ·  
Eichler ·
Förster ·
M. Fothen ·
T. Fothen ·
Fröhlinger ·
Gajek ·
Gerdemann ·
Kluge ·
Knaven (tot 15/08) ·
Knees ·
Nerz ·
Roberts ·
Roels ·
Rohregger ·
Russ ·
Schröder ·
Sentjens (tot 31/08) ·
Stroetinga ·
Terpstra ·
Voss ·
Wegmann ·
Wrolich ·
Schäfer (stagiair) ·
Weicht (stagiair)
Bonnin ·
Chaigneau ·
Curvers ·
Damuseau ·
De Backer ·
Docker ·
Doi ·
Feng ·
Fröhlinger ·
Geniez ·
Geschke ·
Huguet ·
van Hummel ·
Hupond ·
Ji · 
Kittel ·
Kluge ·
de Kort ·
Reimer ·
Sprick ·
Timmer ·
Veelers · 
van Zandbeek · 

Ludvigsson (stagiair) ·
Oostlander (stagiair) · 
Ries (stagiair)
Bonnin ·
Curvers ·
Damuseau ·
De Backer ·
Degenkolb ·
Doi ·
Dumoulin ·
Feng ·
Fröhlinger ·
Geniez ·
Geschke ·
Gretsch ·
Huguet ·
Hupond ·
Ji · 
Kittel ·
Klemme ·
Kluge ·
de Kort ·
Ludvigsson ·
Sinkeldam ·
Sprick ·
Stamsnijder ·
Timmer · 

Veelers · 
van Zandbeek ·
Ahlstrand (stagiair) ·
Barguil (stagiair) · 
Boswell (stagiair) 
Bárta · 
Benedetti · 
Camaño · 
De la Cruz · 
Dempster · 
Downing · 
Eichler · 
Huzarski · 
Jarc ·   
Kluge ·   
König · 
Matzka · 
McEvoy ·
Mendes · 
Rowsell · 
Schillinger · 
Schorn · 
Schwarzmann · 
Thwaites · 
Voss · 
Wetterhall
Aregger · Brändle · Chavanel · Denifl · Elmiger · Frank · Fumeaux · Goddaert (tot 18/02) · Haussler · Hinault · Hollenstein · Ista · Klemme · Kluge · Lang · Larsson · Löfkvist · Pelucchi · Pineau · Reichenbach · Reynés · Saramotins · Schelling · Tschopp · Wyss
Aregger · Brändle · Chavanel · Chevrier · Clement · Coppel · Degand · Denifl · Devenyns · Elmiger · Enger · Frank · Fumeaux · Haussler · Hollenstein · Kluge · Lang · Pantano · Pellaud · Pelucchi · Pineau · Reichenbach · Reynés · Saramotins · Schelling · Tanner · Vangenechten · Warbasse · Wyss
Aregger · Brändle · Chevrier · Clement · Coppel · Denifl · Devenyns · Elmiger · Enger · Frank · Fumeaux · Haussler · Hollenstein · Howard · Kluge · Laengen · Lang · Naesen · Pantano · Pellaud · Pelucchi · Reynés · Saramotins · Tanner · Vangenechten · Warbasse · Wyss · Zaugg
Albasini · Bewley · Chaves · Cheung · Cort · Docker · Durbridge · Edmondson · Ewan · Gerrans · Haig · Hayman · Hepburn · Howson · Impey · Juul-Jensen · Keukeleire · Kluge · Kreuziger · Mezgec · Plaza · Power · Tuft · Verona · A. Yates · S. Yates
Albasini · Bauer · Bewley · Chaves · Durbridge · Edmondson · Ewan · Haig · Hamilton · Hayman · Hepburn · Howson · Impey · Juul-Jensen · Kluge · Kreuziger · Meyer · Mezgec · Nieve · Power · Trentin  · Tuft · Verona · A. Yates · S. Yates
Armée · Benoot · Blythe · Campenaerts   · De Buyst · De Gendt · Dewulf · Ewan · Frison · Hagen · Hansen · Iversen · Keukeleire · Kluge · Lambrecht · Maes · Marczyński · Mertz · Monfort · Naesen · Thijssen · Van der Sande · van Goethem · Van Moer · Vanendert · Vanhoucke · Wallays · Wellens · Wouters
Armée · Cras · De Buyst · De Gendt · Degenkolb · Dewulf · Dibben · Ewan · Frison · Gilbert · Goossens · Hagen · Hansen · Holmes · Iversen · Kluge · Maes · Marczyński · Mertz · Oldani · Thijssen · Van der Sande · Van Goethem · Van Moer · Vanhoucke · Vermeersch (vanaf 1 juni) · Wallays · Wellens
Conca · Cras · De Buyst · De Gendt · Degenkolb · Ewan · Frison · Gilbert · Goossens · Grignard · Holmes · Kluge · Kron · Małecki · Marczyński · Moniquet · Oldani · Sweeny · Thijssen · Van der Sande · Van Gils · Van Moer · Vanhoucke · Vermeersch · Verschaeve · Vervloesem · Wellens
Barbero (vanaf 1/5) · Beullens · Campenaerts · Conca · Cras · De Buyst · De Gendt · De Lie · Drizners · Ewan · Frison · Gilbert · Grignard · Holmes · Janse van Rensburg (vanaf 1/5) · Kluge · Kron · Małecki · Moniquet · Schwarzmann · Selig · Sweeny · Van Gils · Van Moer · Vanhoucke · Vermeersch · Verschaeve · Vervloesem · Wellens